# Jorge Cabrera (Fußballspieler, 1961)
Jorge Raúl Cabrera (* 4. August 1961) ist ein ehemaliger argentinischer Fußballspieler.
Der Mittelfeldspieler spielte zu Beginn seiner Karriere bei CA Los Andes. 1983 wurde er bei einer Dopingkontrolle positiv auf Amphetamine getestet und für vier Monate gesperrt. 1985 wechselte er zu Deportivo Español in die Primera División. 1986 war er beim CA Temperley und danach beim CA Banfield. 1988 wechselte er zum Zweitligisten CA Lanús und 1989 zu Club Almirante Brown. 1990/91 spielte er für Atlético de Rafaela und beendete dann seine Laufbahn.